# 卡尔斯多夫
卡尔斯多夫是德国萨克森-安哈尔特州的一个市镇。总面积19.84平方公里，总人口1810人，其中男性912人，女性898人（2011年12月31日），人口密度91人/平方公里。